# Michiel Sweerts

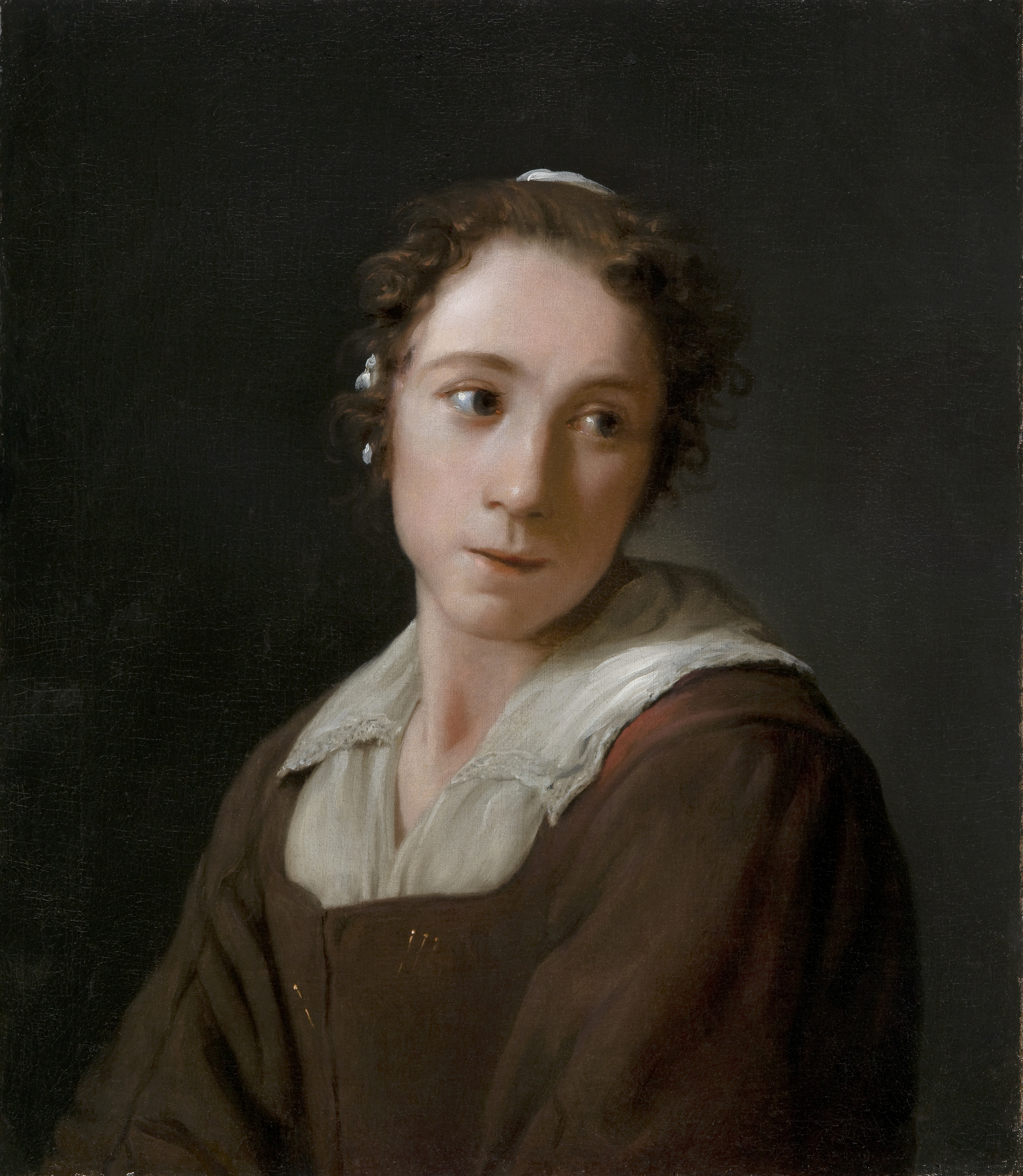
Portret młodej kobiety, 1661, Mauritshuis

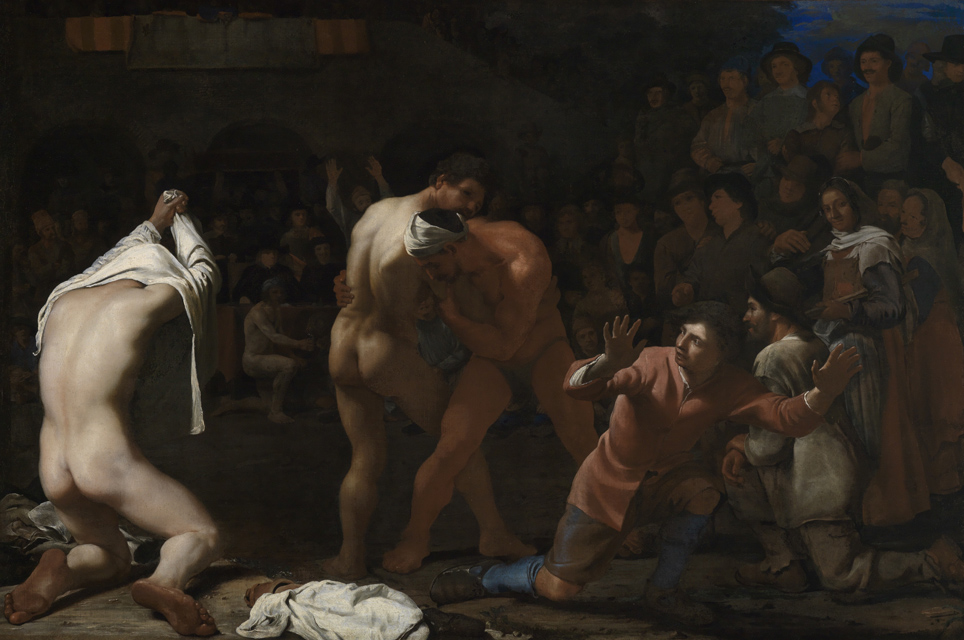
Rzymscy zapaśnicy, ok. 1648-50, Staatliche Kunsthalle Karlsruhe

Michiel Sweerts (ochrz. 29 września 1618 w Brukseli, zm. 1664 w Goa) – flamandzki malarz barokowy.
Mało znany artysta, którego życie i twórczość owiane są tajemnicą i licznymi mitami. Uchodził za samotnika o melancholijnym usposobieniu, awanturnika, fanatyka religijnego i homoseksualistę. Po ponad 200-stu latach zapomnienia został odkryty ponownie na początku XX wieku i obecnie jego twórczość porównywana jest z dziełami Jana Vermeera.

## Życiorys
O młodości i wykształceniu malarza nie zachowały się żadne wzmianki, około 1656 pojawił się w Rzymie i dołączył tam do grupy malarzy holenderskich i flamandzkich określanych jako Bamboccianti. Zachowały się informacje, że brał udział w zebraniach Akademii Świętego Łukasza i utrzymywał kontakty z rodziną bogatego kupca z Antwerpii Josepha Deutza, którego reprezentował w Rzymie. Książę Camillo Pamphili, bratanek papieża Innocentego X nadał mu tytuł szlachecki.
Około 1656 Sweerts powrócił w Brukseli z zamiarem utworzenia akademii rysunkowej. W 1659 został mistrzem w tamtejszej gildii św. Łukasza. W 1661 związał się z grupą misyjną w Amsterdamie i jako zakonnik udał się do Azji. Podróżował przez Marsylię, Aleppo w Syrii, Tebriz do Isfahanu w Persji. W 1662 artystę usunięto z misji ze względu na trudny i konfliktowy charakter, pozostał jednak na Bliskim Wschodzie. W ciągu dwóch lat dotarł do Indii, gdzie zmarł na terenie misji portugalskiej w Goa. Okoliczności jego przedwczesnej śmierci pozostają nieznane.

## Twórczość
Dokonania artystyczne Sweertsa trudno jednoznacznie zakwalifikować, gdyż poruszał różnorodną tematykę i stosował niejednolite środki wyrazu. W okresie rzymskim zbliżył się do Bambocciantich. Malował w tym czasie sceny rodzajowe często przedstawiające wnętrza pracowni malarskich, są to obecnie wartościowe źródła informacji historycznych.
Artysta był twórcą realistycznych portretów, jego spokojne i melancholijne prace oznaczają się analizą psychologiczną portretowanych osób i harmonijną kolorystyką. Krytycy sztuki doszukują się znacznych podobieństw do obrazów Vermeera, któremu przez lata przypisywano jeden z obrazów Sweertsa. W muzeum Mauritshuis w Hadze Portret młodej kobiety Sweertsa zawieszono w pobliżu Dziewczyny z perłą Vermeera.
Inną charakterystyczną cechą twórczości malarza było umiejętne stosowanie tenebryzmu, co może świadczyć o jego związkach ze środowiskiem włoskich lub utrechckich caravaggionistów. Fascynacja twórczością Caravaggia widoczna jest szczególnie w cyklu obrazów pt. Uczynki miłosierdzia. Malarz tworzył również idylliczne, arkadyjskie pejzaże bliskie twórczości Pietera van Laera, jego obrazy świadczą też o znajomości rzeźby antycznej i klasycznych wzorów piękna.

## Wybrane prace
- Partia warcabów, Amsterdam,
- Palacz, Monachium,
- Scena włoska z górskim pejzażem w tle, Haga,
- Cykl Uczynki miłosierdzia: Nakarmić głodnych, Amsterdam, Nagich przyodziać, Pommersfelden,
- Portret rodzinny, Londyn,
- Pracownia malarska, Amsterdam.